# Echis leucogaster
Espèce
Synonymes
- Echis carinatus leucogaster Roman, 1972

Statut de conservation UICN

 LC  : Préoccupation mineure
Echis leucogaster, l'Échide à ventre blanc, est une espèce de serpents de la famille des Viperidae. 

## Répartition
Cette espèce se rencontre en Algérie, au Maroc, au Sahara occidental, en Mauritanie, au Sénégal, au Gambie, au Mali, au Burkina Faso, au Niger, dans le nord du Nigeria et dans l'ouest du Tchad. 
Sa présence est incertaine au Bénin.

## Description
C'est un serpent venimeux ovipare.

## Venin
Son venin principalement hémotoxique conduit souvent à des complications rénales.

## Étymologie
Son nom d'espèce, du grec ancien λευκός, leukόs, « blanc », γαστήρ, gaster, « ventre », lui a été donné en référence à sa livrée.

## Publication originale
- Roman, 1972 : Deux sous-espèces de la vipère Echis carinatus (Schneider) dans les territoires de Haute-Volta et du Niger : Echis carinatus ocellatus Stemmler, Echis carinatus leucogaster n. ssp. Notes et documents Voltaïques, vol. 5, no 4, p. 1-11.